# Коктерек (Тюлькубаський район)
Коктере́к (каз. Көктерек) — село у складі Тюлькубаського району Туркестанської області Казахстану. Входить до складу Тюлькубаської селищної адміністрації.
Населення — 597 осіб (2021; 646 у 2009, 506 у 1999, 501 у 1989).